# Hormigueros
Hormigueros är en ort i Mexiko.   Den ligger i kommunen Guazapares och delstaten Chihuahua, i den nordvästra delen av landet, 1 300 km nordväst om huvudstaden Mexico City. Hormigueros ligger 841 meter över havet och antalet invånare är 185.
Terrängen runt Hormigueros är kuperad österut, men västerut är den bergig. Runt Hormigueros är det mycket glesbefolkat, med 2 invånare per kvadratkilometer. Hormigueros är det största samhället i trakten. I omgivningarna runt Hormigueros växer huvudsakligen savannskog.